# هويت إل. شيرمان
هويت إل. شيرمان (بالإنجليزية: Hoyt L. Sherman)‏ هو رسام وفنان أمريكي، ولد في 1903، وتوفي في 1981.